# Veurey-Voroize
Veurey-Voroize är en kommun i departementet Isère i regionen Auvergne-Rhône-Alpes i sydöstra Frankrike. Kommunen ligger i kantonen Fontaine-Sassenage som tillhör arrondissementet Grenoble. År 2022 hade Veurey-Voroize 1 392 invånare.

## Befolkningsutveckling
Antalet invånare i kommunen Veurey-Voroize
Referens:INSEE